# Carlos Velasco Pérez
Carlos Velasco Pérez (1919-2004) nació en Atepec, Ixtlán, Oaxaca,  el 4 de noviembre de 1919. Fue profesor de educación primaria, reconocido escritor e historiador oaxaqueño. Colaboró en varios periódicos locales, principalmente de El Imparcial. Dictó varias conferencias en centros culturales del estado de Oaxaca y en la capital del país.
Mientras fue colaborador del periódico oaxaqueño El Imparcial, participó con otros periodistas importantes, como Carlos Loret de Mola y Andrés Henestrosa. Fue galardonado con el Chimalli de Oro. Falleció en 2004.

## Obras
- El coloso de Guelatao. México. 1967, Ediciones del autor. Una magnífica biografía de Don Benito Juárez (La más reconocida de sus obras)
- La conquista armada y espiritual de la Nueva Antequera. México. 1982, Ediciones del autor.
- Oaxaca de mis recuerdos. México. 1995, Ediciones del autor.
- Oaxaca. Patrimonio Cultural de la Humanidad. Oaxaca. 1999, Ediciones del autor.
- Racimo de relatos, cuentos y otras minucias. Oaxaca. Ediciones del autor.
- Margarita Maza de Juárez. Oaxaca. Ediciones del autor.
- El Cotopintero Oaxaca. Ediciones del autor.
- Zenaida Oaxaca. Ediciones del autor.
- Historia y Leyenda de San Juan Atepec Oaxaca. Ediciones del autor.